# براندون تايلور (لاعب كرة سلة)
براندون تايلور (8 يناير 1994 في الولايات المتحدة - ) (بالإنجليزية: Brandon Taylor)‏ هو لاعب كرة سلة أمريكي في مركزي هجوم خلفي وهجوم صغير الجسم.

## وصلات خارجية
- براندون تايلور على موقع كرة السلة الأوروبية.كوم (الإنجليزية)
- براندون تايلور على موقع DraftExpress.com (الإنجليزية)
- براندون تايلور على موقع كلية كرة السلة في سبورتس رفرنس.كوم (الإنجليزية)
- براندون تايلور على موقع ريلجم (الإنجليزية)
- براندون تايلور على موقع بروبوليرز (الإنجليزية)
- براندون تايلور على موقع سبورتس رفرنس (الإنجليزية)